# Boomerang (film, 2015)
Pour les articles homonymes, voir Boomerang (homonymie).
Pour plus de détails, voir Fiche technique et Distribution.
Boomerang est un film français réalisé par François Favrat, sorti en 2015.

## Synopsis
Soutenu par sa nouvelle compagne, un homme proche de la quarantaine s’interroge sur les circonstances exactes de la mort de sa mère, 30 ans auparavant sur l'île de Noirmoutier, et mène son enquête, se heurtant au silence et à l'agressivité de son père et à l'hostilité de sa sœur cadette, qui tient à maintenir la paix dans la famille.

## Fiche technique
- Titre : Boomerang
- Réalisation : François Favrat
- Scénario : François Favrat en collaboration avec Emmanuel Courcol d'après le roman Boomerang de Tatiana de Rosnay paru aux Éditions Héloïse d'Ormesson
- Casting : Antoine Carrard
- Photographie : Laurent Brunet
- Son : Laurent Cercleux - Séverin Favriau - Stéphane Thiébaut
- Montage : Valérie Deseine
- Décors : Mathieu Menut
- Costumes : Emmanuelle Youchnovski
- 1er assistant réalisateur : Olivier Genet
- Casting : Antoine Carrard - A.R.D.A
- Scripte : Magali Frater
- Régie : Frédéric Morin
- Attaché de presse : Laurent Renard
- Directeur de production : Sylvain Monod
- Production : Les Films Du Kiosque
- Producteurs : François Kraus, Denis Pineau-Valencienne
- Coproduction : France 2 Cinéma, TF1 Droits audiovisuels, UGC
- Avec la participation de : OCS, France Télévisions, Ciné +
- En association avec : La Banque Postale Image 7, Manon 4
- Avec le soutien de : Manon Production 4, Palatine Étoile 11 Développement, La PROCIREP et de l'ANGOA
- Distribution : TF1 Droits Audiovisuels et UGC Distribution
- Ventes internationales : TF1 International
- Musique originale : Éric Neveux
- Musique additionnelle : Frédéric Jaffre et Julian Dagorno
- Pays de production :  France
- Langue originale : français
- Durée : 101 minutes
- Date de sortie :
  - France : 23 septembre 2015 (sortie nationale, après projection le 26 août 2015 au Festival du film francophone d'Angoulême)

## Distribution
- Laurent Lafitte : Antoine Rey
  - Jean-Stan Du Pac : Antoine enfant en 1984
- Mélanie Laurent : Agathe Rey, sœur cadette d'Antoine
  - Lola Courty : Agathe enfant en 1984
- Audrey Dana : Angèle
- Wladimir Yordanoff : Charles Rey, père d'Antoine et d'Agathe
  - Grégory Ragot : Charles Rey en 1984
- Bulle Ogier : Blanche Rey, mère de Charles, grand-mère d'Antoine et d'Agathe
- Anne Loiret : Anne-Sophie, épouse de Charles, belle-mère d'Antoine et d'Agathe
- Anne Suarez : Astrid
- Lise Lamétrie : Bernadette
  - Solenn Goix : Bernadette en 1984
- Jean-Pierre Becker : Gérard
- Angèle Garnier : Margaux
- Kate Moran : Jean Wizman
- Gabrielle Atger : Clarisse
- Rose Favrat : Rose
- Lou-Ann Opéron : Pauline
- Eriq Ebouaney : le psy
- Jean René Privat : Boss BTP

## Production

### Tournage
Des scènes du film ont été tournées sur le passage du Gois, chaussée submergée à marée haute reliant l'île de Noirmoutier à la côte vendéenne ; selon François Favrat, le Gois « est un personnage à part entière dans le scénario ».

## Musique
- I Was Made for Lovin' You par Kiss.

## Accueil

### Accueil critique
« Morne adaptation d'un roman de Tatiana de Rosnay. », Télérama
« Boomerang manie très mal la surprise et l’inattendu, prenant un temps infini à mettre en place la surenchère de révélations finales, laissant les comédiens se débattre dans un no man’s land dramatique fait de paysages vendéens et d’intérieurs impeccablement agencés. », Le Monde
« Ce film construit comme un polar reste toutefois sans grande surprise. », Culturebox France TV info
« C'est un très beau casting que l'on retrouve dans le film Boomerang de François Favrat », Pure People
« Une fiction globalement solide et soignée », Les Echos.